# القرين (ملحان)

تعديل مصدري - تعديل

القرين هي إحدى قرى عزلة الشمارية بمديرية ملحان التابعة لمحافظة المحويت، بلغ تعداد سكانها 289 نسمة حسب تعداد اليمن لعام 2004.